# Stimmkreis Regensburg-Stadt
Der Stimmkreis Regensburg-Stadt (Stimmkreis 305) ist ein Stimmkreis in der Oberpfalz. Er umfasst die kreisfreie Stadt Regensburg und die Gemeinden Lappersdorf, Pentling und Wenzenbach.

## Landtagswahl 2023
Zur Landtagswahl 2023 traten folgende Parteien und Direktkandidaten im Stimmkreis Regensburg-Stadt an und erzielten folgende Ergebnisse:
| Nr. | Direktkandidat   | Partei       | Erststimmen in % | Gesamtstimmen in % |
| --- | ---------------- | ------------ | ---------------- | ------------------ |
| 1   | Jürgen Eberwein  | CSU          | 30,2             | 30,4               |
| 2   | Jürgen Mistol    | GRÜNE        | 23,8             | 23,9               |
| 3   | Michael Schien   | Freie Wähler | 11,6             | 11,5               |
| 4   | Carina Schießl   | AfD          | 11,8             | 12,1               |
| 5   | Sebastian Koch   | SPD          | 11,4             | 10,4               |
| 6   | Loi Vo           | FDP          | 3,3              | 3,5                |
| 7   | Peter Moll       | LINKE        | 1,8              | 2,1                |
| 8   | Hubertus Berger  | BP           | 0,7              | 0,7                |
| 9   | Regine Wörle     | ÖDP          | 2,7              | 2,8                |
| 10  | Daniel Probst    | V-Partei³    | 0,5              | 0,5                |
| 11  | Arpad Grieshaber | dieBasis     | 0,7              | 0,8                |
| 12  | Simon Gehrmann   | Volt         | 1,4              | 1,3                |

## Landtagswahl 2018
Die Landtagswahl 2018 hatte folgendes Ergebnis:
- Wahlbeteiligung: 71,8 %
- Stimmberechtigte: 127.153
- Wähler: 91.275
- Ungültige Erststimmen: 600
- Gültige Erststimmen: 90.675
- Ungültige Gesamtstimmen: 1.339
- Gültige Gesamtstimmen: 181.204

| Direktkandidat       | Partei               | Erststimmen in % | Gesamtstimmen in % | +/- zu 2013 |
| -------------------- | -------------------- | ---------------- | ------------------ | ----------- |
| Franz Rieger         | CSU                  | 28,2             | 29,5               | - 12,8      |
| Margit Wild          | SPD                  | 10,8             | 10,0               | − 12,1      |
| Kerstin Radler       | Freie Wähler         | 10,9             | 10,4               | + 0,6       |
| Jürgen Mistol        | GRÜNE                | 24,8             | 24,3               | + 13,1      |
| Huu Loi Vo           | FDP                  | 5,0              | 5,2                | + 2,1       |
| Richard Spieß        | DIE LINKE            | 5,0              | 5,0                | + 2,4       |
| Werner Suttner       | BP                   | 1,3              | 1,2                | - 0,4       |
| Benedikt Suttner     | ÖDP                  | 2,3              | 2,2                | - 1,2       |
| Andreas Kramm        | Piraten              | 0,7              | 0,7                | - 2,0       |
| Benjamin Nolte       | AfD                  | 9,4              | 9,5                | + 9,5       |
| Hansjoerg Zimmermann | mut                  | 0,6              | 0,7                | + 0,7       |
| Ingo Frank           | Die PARTEI           | 1,0              | 1,0                | + 1,0       |
| -                    | Gesundheitsforschung | -                | 0,1                | + 0,1       |
| -                    | V-Partei³            | -                | 0,1                | + 0,1       |

Neben dem direkt gewählten Stimmkreisabgeordneten Franz Rieger (CSU) wurden die Direktkandidaten der SPD, Margit Wild, der Freien Wähler, Kerstin Radler, und der Grünen, Jürgen Mistol, über die jeweiligen Bezirkslisten ihrer Partei gewählt.

## Landtagswahl 2013
2013 wurde der Stimmkreis Regensburg-Land, Schwandorf (Nummer: 305) abgeschafft.
Der Stimmkreis Regensburg-Land-Ost wurde in Regensburg-Land umbenannt.
Er behielt die Nummer 304 und umfasste die meisten Gemeinden des Landkreises Regensburg.
Der Stimmkreis Regensburg-Stadt erhielt die Nummer 305.
Außer der kreisfreien Stadt Regensburg umfasste er nun noch die Gemeinden Lappersdorf, Pentling und Wenzenbach.
Die Landtagswahl 2013 hatte folgendes Ergebnis:
- Wahlbeteiligung: 61,3 %
- Stimmberechtigte: 124.273
- Wähler: 76.187
- Ungültige Erststimmen: 879
- Gültige Erststimmen: 75.297
- Ungültige Gesamtstimmen: 2.038
- Gültige Gesamtstimmen: 150.321

| Direktkandidat    | Partei       | Erststimmen in % | Gesamtstimmen in % | +/- zu 2008 |
| ----------------- | ------------ | ---------------- | ------------------ | ----------- |
| Franz Rieger      | CSU          | 42,5             | 42,3               | + 3,0       |
| Margit Wild       | SPD          | 23,6             | 22,1               | + 1,8       |
| Ludwig Artinger   | Freie Wähler | 8,7              | 9,8                | - 0,6       |
| Jürgen Mistol     | GRÜNE        | 11,1             | 11,3               | - 0,7       |
| Ulrich Lechte     | FDP          | 3,0              | 3,0                | - 4,7       |
| Gabriele Braun    | LINKE        | 2,7              | 2,6                | - 2,7       |
| Astrid Lamby      | ÖDP          | 3,2              | 3,4                | - 0,1       |
| Roland Löw        | REP          | 0,5              | 0,5                | - 0,3       |
| Karin Machner     | NPD          | 0,6              | 0,6                | - 0,1       |
| Konrad Silberhorn | BP           | 1,6              | 1,6                | + 0,7       |
| Benedikt Pirk     | Piraten      | 2,5              | 2,7                | + 2,7       |

## Landtagswahl 2008
Der Stimmkreis Regensburg-Stadt trug 2008 die Nummer 306.
Er umfasste die kreisfreie Stadt Regensburg.
Die Landtagswahl 2008 hatte folgendes Ergebnis:
- Wahlbeteiligung: 53,1 %
- Stimmberechtigte: 99.270
- Wähler: 52.751
- Ungültige Erststimmen: 557
- Gültige Erststimmen: 52.186
- Ungültige Gesamtstimmen: 1.155
- Gültige Gesamtstimmen: 104.323

| Direktkandidat     | Partei       | Erststimmen in % | Gesamtstimmen in % | +/- zu 2003 |
| ------------------ | ------------ | ---------------- | ------------------ | ----------- |
| Franz Rieger       | CSU          | 39,0             | 39,1               | - 17,6      |
| Margit Wild        | SPD          | 21,6             | 21,0               | - 0,3       |
| Maria Scharfenberg | GRÜNE        | 11,2             | 11,5               | + 0,2       |
| Günther Riepl      | Freie Wähler | 7,6              | 7,7                | + 5,9       |
| Maximilian Teufel  | FDP          | 7,3              | 7,5                | + 5,1       |
| Roland Löw         | REP          | 0,8              | 0,7                | - 0,6       |
| Joachim Graf       | ödp          | 3,5              | 3,5                | - 0,4       |
| Konrad Silberhorn  | BP           | 0,9              | 0,9                | - 0,1       |
| -                  | BüSo         | -                | -                  | 0,0         |
| -                  | BB           | -                | -                  | -           |
| Richard Spieß      | LINKE        | 5,7              | 5,7                | + 5,7       |
| -                  | VIOLETTE     | -                | -                  | -           |
| Karin Machner      | NPD          | 0,7              | 0,7                | + 0,7       |
| Ferdinand Frummet  | RRP          | 1,8              | 1,8                | + 1,8       |